# Liste der Naturdenkmale in Eberbach
| Naturdenkmale | Anzahl |
| ------------- | ------ |
| FND           | 0      |
| END           | 13     |
| Gesamt        | 13     |

Die Liste der Naturdenkmale in Eberbach nennt die verordneten Naturdenkmale (ND) der im baden-württembergischen Rhein-Neckar-Kreis liegenden Stadt Eberbach. In Eberbach gibt es insgesamt 13 als Naturdenkmal geschützte Objekte, keines ist ein flächenhaftes Naturdenkmal (FND), alle sind Einzelgebilde-Naturdenkmale (END).
Stand: 31. Oktober 2016.

## Einzelgebilde (END)
| Name                                          | Bild | Kennung     | Einzelheiten | Position | Fläche Hektar | Datum         |
| --------------------------------------------- | ---- | ----------- | ------------ | -------- | ------------- | ------------- |
| Blutahorn Friedrich-Ebert-Str.                | BW   | 82260130013 | Eberbach     | ⊙        | 0,0           | 26. Feb. 2004 |
| "Bussemer Eiche" (Traubeneiche)               | BW   | 82260130001 | Eberbach     | ⊙        | 0,0           | 26. Feb. 2004 |
| Douglasie (Höchster Baum im Odenwald)         | BW   | 82260130012 | Eberbach     | ⊙        | 0,0           | 26. Feb. 2004 |
| "Hackwaldeiche" (Stieleiche)                  |      | 82260130009 | Eberbach     | ???      | 0,0           | 26. Feb. 2004 |
| Rotbuche „Neckarhälde“                        | BW   | 82260130010 | Eberbach     | ⊙        | 0,0           | 26. Feb. 2004 |
| "Stiefeleiche" (Traubeneiche)                 | BW   | 82260130003 | Eberbach     | ⊙        | 0,0           | 26. Feb. 2004 |
| Stieleiche am Itterkraftwerk/westl. Eulsgrube | BW   | 82260130004 | Eberbach     | ⊙        | 0,0           | 26. Feb. 2004 |
| Stieleiche (Dr. Weiß-Str.)                    | BW   | 82260130006 | Eberbach     | ⊙        | 0,0           | 26. Feb. 2004 |
| Winterlinde Gammelsbachtal                    | BW   | 82260130011 | Eberbach     | ⊙        | 0,0           | 26. Feb. 2004 |
| Winterlinde                                   | BW   | 82260130002 | Eberbach     | ⊙        | 0,0           | 26. Feb. 2004 |
| 10 Stieleichen „Am Linkbrunnen“               | BW   | 82260130007 | Eberbach     | ⊙        | 0,0           | 26. Feb. 2004 |
| 2 Stieleichen Gew. Dörrwiese                  | BW   | 82260130008 | Eberbach     | ⊙        | 0,0           | 26. Feb. 2004 |
| 3 Tulpenbäume bei Hütte am Itterberg          | BW   | 82260130005 | Eberbach     | ⊙        | 0,0           | 26. Feb. 2004 |
| Legende für Naturdenkmal                      |      |             |              |          |               |               |